# ニール・トレヴェット
ニール・トレヴェット（英語: Neil Trevett）は、3次元コンピューター・グラフィックス技術に精通したイギリスの技術者。現在、クロノス・グループの代表と、NVIDIA社のヴァイスプレジデントを兼務している。

## 生い立ち
イングランドのバーミンガム大学で計算機科学の学位を取得。
1985年、benchMark Technologiesにグラフィック・システム部門責任者として入社。benchMark Technologiesが3Dlabsになった後、
1994年から2005年には3Dlabsのシニア・ヴァイスプレジテントとなった。
この時、グラフィックス技術においていくつかの特許を取得している。
なお、3Dlabsは現在、ZiiLABSに名称変更し、現在はクリエイティブテクノロジーの子会社となっている。
2005年に、NVIDIAのMobile Ecosystem部門ヴァイスプレジデントに就任し、携帯電話を含むパソコン以外でのグラフィックス部門の責任者となっている。
また、1997年から2005年まで、Web3D コンソーシアム（英語: Web3D Consortium）の代表を務めた。
2001年にはクロノス・グループの代表にもなり、OpenGL ES（組み込み装置における3次元コンピューター・グラフィックス規格）のワーキンググループを創設して座長を務めた。OpenCLワーキンググループの座長でもある。